# 23 de enero
23 de enero est l'une des vingt-deux paroisses civiles de la municipalité de Libertador dans le district capitale de Caracas au Venezuela. Elle est nommée d'après le jour de la proclamation de la démocratie au Venezuela en 1958, le 23 janvier, 23 de enero en espagnol.